# الصحيفة الصادقة
الصحيفة الصادقة هي صحيفة أو بشكل اصح شبه كتاب عن مجموعة من الأحاديث النبوية الشريفة التي قام بجمعها الصحابي الجليل عبد الله بن عمرو بن العاص رضي الله عنه، وغالبًا ما يطلق عليها اسم صحيفة الحديث الأولى أو كتاب الحديث الأول. تعتبر هذه الصحيفة أو الكتاب أول صحيفة تم كتابتها في تاريخ السنة النبوية, حيث أنها كتبت في حياة النبي محمد صلى الله عليه وسلم. نقل الإمام أحمد بن حنبل صاحب المذهب الحنبلي في الفقه الإسلامي, كثيرا من أحاديث الصحيفة الصادقة في كتابه المسند 

## احاديث الصحيفة مع ذكرنظيره في كتب الحديث

### قاىمة بعض احاديث الصحيفة
( ١ )جاء اعرابي الى النبي يساله عن الوضوء فاراه ثلاثا ثلاثا.
( ١ ) قال: جاء أعرابيٌّ إلى النَّبيِّ صلَّى اللهُ عليه وسلَّمَ يسأَلُه عن الوُضوءِ؟ فأَراه ثلاثًا ثلاثًا، قال: هذا الوُضوءُ، فمَن زاد على هذا؛ فقد أساءَ وتعدَّى وظلَمَ.)) الراوي : عبد الله بن عمرو | المحدث : شعيب الأرناؤوط | خلاصة حكم المحدث : صحيح | التخريج : أخرجه أبو داود (135)، والنسائي (140)، وابن ماجه (422)، وأحمد (6684) واللفظ له
( ٢ ) من مس ذكره فليتوضا
( ٢ ) مَن مسَّ ذَكَرَهُ فليتوضَّأ )) الراوي  أم حبيبة أم المؤمنين | التخريج : الاستذكار | خلاصة حكم المحدث : صحيح
( ٣ ) الرجل يغيب لا يقدر على الماء أيجامع أهله قال نعم .
( ٣ ) قال: جاء رَجُلٌ إلى النَّبيِّ صلَّى اللهُ عليه وسلَّمَ فقال: يا رسولَ اللهِ، الرَّجُلُ يَغيبُ لا يقدِرُ على الماءِ، أيُجامِعُ أهلَه؟ قال: نعمْ. )) الراوي : عبد الله بن عمرو | المحدث : شعيب الأرناؤوط | خلاصة حكم المحدث : حسن | التخريج : أخرجه أحمد (7097) واللفظ له، والبيهقي (1082)
( ٤ ) وجعلت الارض لي الارض مسجدا وطهورا
( ٤ ) وجعلتْ لي الأرضُ مسجدًا وطَهورًا | الراوي : أنس بن مالك وجابر بن عبد الله | المحدث :الجورقاني وابن تيمية | المصدر : الأباطيل والمناكير ومجموع الفتاوى | خلاصة حكم المحدث : صحيح
( ٥ ) اذا التقى الختانان وتوارت الحشفة فقد وجب الغسل.
( ٥ ) إذا التقى الختانان وتوارتْ الحَشََفةُ فقد وجبَ الغسلُ. )) الراوي : عبدالله بن عمرو | المحدث : الألباني | خلاصة حكم المحدث : صحيح | التخريج : أخرجه ابن ماجه (611)، وأحمد (6670)
( ٦ ) مروا صبيانكم بالصلاة إذا بلغوا سبعا
( ٦ ) " مُرُوا صِبْيَانَكُمْ بِالصَّلَاةِ إِذَا بَلَغُوا سَبْعًا )) الراوي : عبد الله بن عمرو | المحدث : احمد بن حنبل | خلاصة حكم : ثابت | التخريج: الجامع في العلل ومعرفة الرجال لأحمد بن حنبل
( ٧ ) كل صلاة لا يقرا فيها بفاتحة الكتاب فهي خداج.
( ٧ ) كُلُّ صَلَاةٍ لَا يُقْرَأُ فِيهَا بِفَاتِحَةِ الْكِتَابِ فَهِيَ خِدَاجٌ )) الراوي : عائشة أم المؤمنين وأبو هريرة وعبد الله بن عمرو | التخريج: سنن ابن ماجه وكتاب القراءة خلف الإمام للبخاري وكتاب القراءة خلف الإمام للبيهقي ومسند إسحاق بن راهويه والتمهيد لابن عبد البر ومصنف ابن أبي شيبة

## شاهد أيضا
- قائمة كتب الحديث

## وصلات خارجية
- عبد الله بن عمرو بن العاص وصحيفته الصادقة